# L'Hotel (Matadepera)
L'Hotel, durant un temps conegut com la Residència Els Roures, és una obra del municipi de Matadepera (Vallès Occidental) inclosa en l'Inventari del Patrimoni Arquitectònic de Catalunya.

## Descripció
Edifici format per dos cossos. El cos més gran, a la plaça, presenta planta baixa i tres pisos. A la planta baixa hi ha grans obertures d'arc de mig punt i als pisos superiors, obertures de diversa tipologia (rectangulars, d'arc de mig punt o escarser, etc.). El cos més petit, de planta baixa i dos pisos, és a la banda dreta del carrer de Sant Isidre. Té façana de composició simètrica, amb porta d'accés d'arc de mig punt i dues petites portes de la mateixa tipologia als costats. Al primer pis hi ha superposades dues fileres de quatre i tres obertures d'arc de mig punt i, al pis superior, obertures rectangulars.
Cal destacar l'ús de la ceràmica en l'ornamentació del conjunt (balustrades, emmarcament d'obertures, etc.).

## Història
L'edifici fou bastit l'any 1941, en estil noucentista.